# Fiat S76 Record

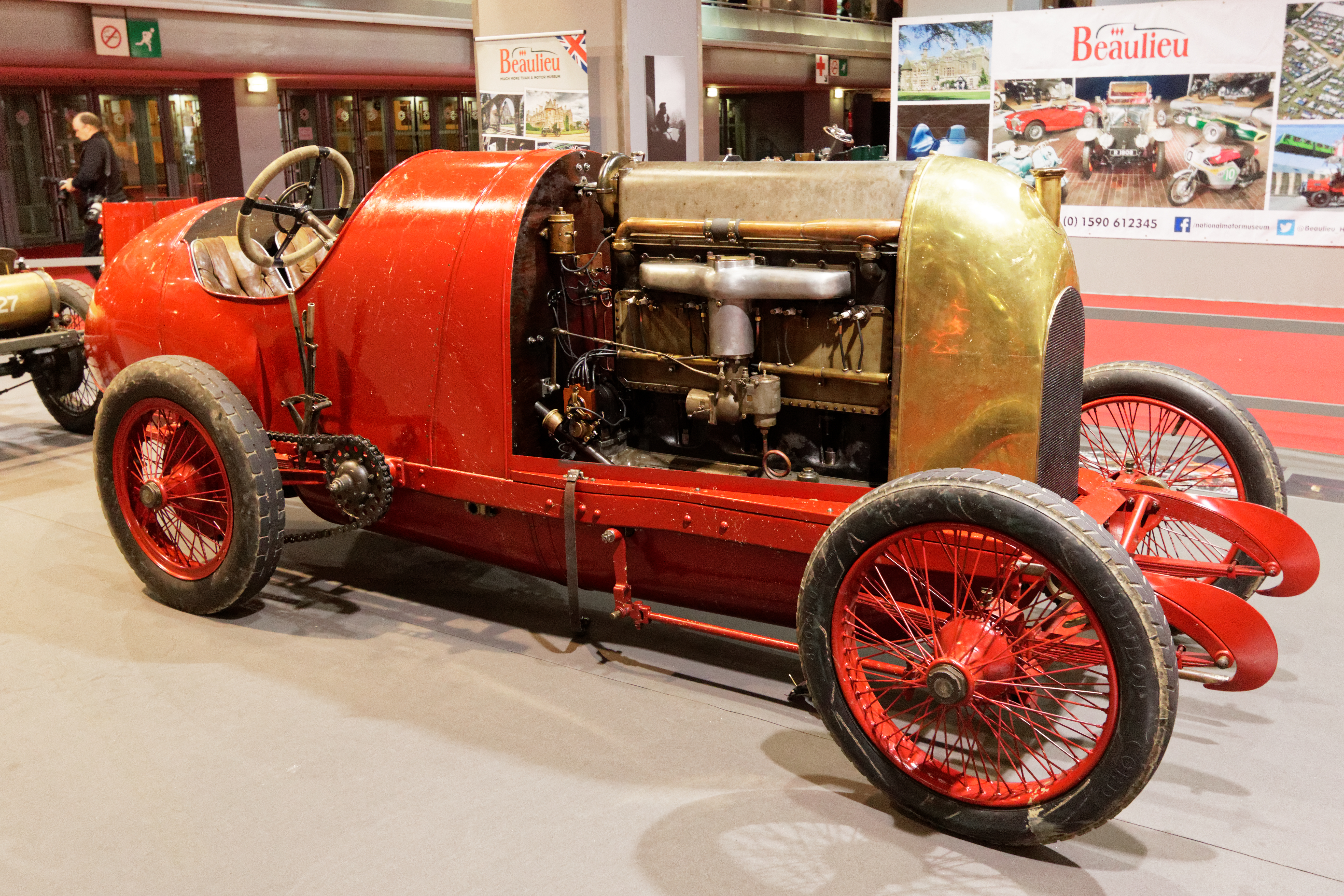
La FIAT S.76 Record (1911) de nos jours

La FIAT S.76 Record, surnommée « La belva di Torino » - (La Bête de Turin), est une automobile créée par le constructeur italien FIAT en 1911, dans le but de remporter le record du monde de vitesse terrestre alors détenu par la Blitzen-Benz. Elle est basée sur un énorme bloc moteur quatre cylindres de 28 353 cm3 développant 290 ch et a été construite à seulement deux exemplaires, dont un a été totalement restauré en 2014.

## Tentatives de records
- En 1911, la S.76, pilotée par Pietro Bordino sur le circuit de Brooklands et sur la plage de Saltburn-by-the-Sea, atteint les 200 km/h.
- En 1912, le français Arthur Duray la pilote sur une vaste étendue plate à Ostende, atteignant les 225 km/h. Cependant, pour cause d'irrégularité dans l'enregistrement, le record n'est pas homologué.
- Encore en 1912, la voiture bat le record sur le kilomètre lancé à 217,4 km/h mais, là encore, le record n'est pas homologué car les véhicules concourant pour le record du monde doivent parcourir la distance de référence — et bien sûr, battre leurs concurrents en vitesse — sur un aller et un retour, ce que la FIAT S.76, pour une raison inconnue, ne fit pas ce jour-là[3].

## Historique des deux exemplaires
L'une des deux FIAT S.76 est démantelée à l'issue de la Première Guerre mondiale, le constructeur craignant que des concurrents ne parviennent à s'emparer de certains procédés de fabrication en mettant la main sur le véhicule. La seconde est achetée par Boris Soukhanov, un aristocrate russe qui l'expédie en Australie où on la retrouve courant sous le nom de FIAT Racing Special. Elle est redécouverte et rachetée en 2003 par un collectionneur et restaurateur de véhicules britannique, Duncan Pittaway. Ce dernier réussit à obtenir le bloc moteur de l'exemplaire démantelé et l'installe sur le châssis du second, faisant subir à l'ensemble une restauration complète, à l'identique, en se basant sur des pièces survivantes d'une part, et d'autre part en réusinant celles manquantes grâce aux schémas d'origine du constructeur.
La nouvelle FIAT S.76 ainsi recréée tourne pour la première fois en 2014 ; un documentaire vidéo intitulé The Beast of Turin permet de voir quelques étapes de la restauration.